# Bluefield (Wirginia)
Bluefield – miasto w Stanach Zjednoczonych, w stanie Wirginia, w hrabstwie Tazewell. Według spisu w 2020 roku liczy 5096 mieszkańców. 